# Brunnenbachsmühle
Die Brunnenbachsmühle ist ein Jugendwaldheim des Nationalparks Harz, im Gebiet der Stadt Braunlage. Dazu erhielt das alte Bahnhofsgebäude einen Anbau mit Übernachtungsräumen.

## Geschichte

### Anfang als Mühle
Der Name „Brunnenbachsmühle“ geht auf eine alte Mühle am Brunnenbach zurück, die auch als Einkehrgelegenheit für Fremde diente. Bei einem Dammbruch des oberhalb am Brunnenbach gelegenen Andreasberger Stauteiches (heute Silberteich) wurde die Mühle zerstört. Ihre Ruine wurde nach dem Erwerb durch das Herzogtum Braunschweig im 19. Jahrhundert abgetragen.

### Nutzung als Bahnhofsgebäude

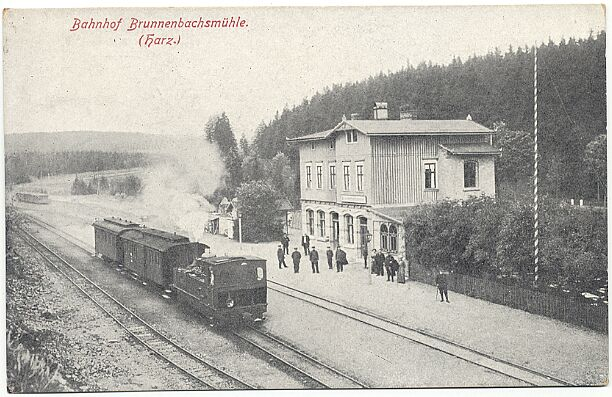
Bahnhof Brunnenbachsmühle um 1900

An der Stelle der früheren Mühle wurde 1899 der gleichnamige Bahnhof der Südharz-Eisenbahn-Gesellschaft (SHE) eröffnet. In Brunnenbachsmühle teilte sich die durch die SHE betriebene Schmalspurbahn Walkenried–Braunlage/Tanne in die Äste nach Tanne und Braunlage.
Der Bahnhof verfügte über ein großes Empfangsgebäude, das 1901 abbrannte und noch im gleichen Jahr durch den bis heute bestehenden Neubau ersetzt wurde. Es waren zwei Streckengleise, ein Umsetzgleis sowie ein Ladegleis mit seitlicher Laderampe vorhanden. Überdies gab es noch mehrere Schuppen und eine Wasserversorgung für die Lokomotiven, gespeist aus dem Bach westlich des Bahnhofs. Unweit des Bahnhofs Richtung Sorge wurde auf der nördlichen Talseite im April 1909 ein Grauwacke-Steinbruch in Betrieb genommen (heute Zeltplatz), der einen Eisenbahnanschluss erhielt.
Da Sorge und Tanne in der sowjetischen Besatzungszone lagen, der übrige Teil der SHE aber im Westen, wurde der Verkehr dorthin 1945 eingestellt. Der Abbau der Gleise erfolgte in den 1950er Jahren. Im September 1962 endete der Personenverkehr zwischen Braunlage und Walkenried. Ein Jahr später endete auch der Güterverkehr, und die Bahnlinie wurde abgebaut. Die im Bahnhofsgebäude befindliche Bahnhofsgaststätte, die von Braunlager Kurgästen auch als Ausflugslokal gern besucht wurde, blieb noch einige Jahre geöffnet. Eine in der Braunlager Zeitung häufig inserierte besondere Attraktion der Gaststätte war das Schreien der Hirsche zur Brunftzeit.
Seit 1967 dient die Brunnenbachsmühle unter dem Namen Jugendwaldheim als Bildungsstätte. Im Jahr 2003 hat die Nationalparkverwaltung die Regie übernommen. Derzeit sind hier 8 Mitarbeiter beschäftigt.